# 比亚特·恩根·维克
比亚特·恩根·维克（挪威語：Bjarte Engen Vik，1971年3月3日—），挪威男子北欧两项运动员。他曾代表挪威参加1994年和1998年冬季奥林匹克运动会北欧两项比赛，获得二枚金牌、一枚银牌和一枚铜牌。